# Guils Fontanera
Guils Fontanera és una estació municipal d'esquí nòrdic situada a la zona del bosc de Fontanera al municipi de Guils de Cerdanya a la Baixa Cerdanya. Envoltada per una gran extensió de bosc de pi negre, està situada al vessant nord de la solana de Puigcerdà i gaudeix d'abundant neu. Limita amb els municipis de la Tor de Querol i Porta de l'Alta Cerdanya i a ponent amb Ger.
L'estació va obrir l'any 1993, i és de titularitat municipal. En total té 45 km de pistes d'esquí de fons situades entre les cotes de 1.905 i 2.080 m. Estan repartides segons dificultat en:
- Circuit verd: 11 km
- Circuit blau: 12 km
- Circuit vermell: 11,7 km
- Circuit negre: 1,3 km
- Circuit de skating o patinador: 5 pistes
- Circuit de raquetes: 3, 5 i 7 km

Es poden practicar dues modalitats diferents d'esquí nòrdic: el clàssic i el de patinador. Per al clàssic hi ha 45 km traçats, i també hi ha pistes preparades per al pas de patinador.
Hi ha tres circuits senyalitzats de raquetes. Són itineraris de 3, 5 i 7 km, sense risc de pèrdua i separats de les pistes de fons.
L'estació té un bar-restaurant amb un menú en què es poden trobar els plats típics de la Cerdanya, com el trinxat, els peus de porc amb naps i escudella, els guisats, la carn a la brasa i un menú infantil per als menors fins a 12 anys. El bar està obert tot l'any excepte al mes de juny.
A la cota més alta, el circuit s'acaba en el límit municipal amb Ger, però amb esquí de muntanya es pot arribar fins al refugi de la Feixa i l'estany de Malniu.

## Activitats lúdiques
Guils-Fontanera és una de les estacions d'esquí amb els paratges més bells de Catalunya. Durant el mes de gener s'organitza la Marxa Fontanera - Premi Vila de Puigcerdà d'esquí nòrdic, que des de fa uns anys acull gran nombre de participants de tots dos costats de la frontera.
Així mateix, la seva privilegiada situació permet al visitant gaudir d'una increïble panoràmica de la Cerdanya, des del massís de Carlit fins a la Serra del Cadí.
Durant l'estació d'estiu és un lloc molt agradable per visitar que compta amb espectaculars vistes i des d'on surten moltes excursions que s'endinsen al bosc, que arriben a l'estany de Malniu i fins i tot es pot pujar al Puigpedrós.
Durant els mesos d'estiu, al costat de la casa restaurant, es troba un eco campament sostenible (zero emissions, zero residus i respectuós amb el medi ambient) que alberga les colònies d'estiu.